# Kevin Windham
Kevin Windham (Baton Rouge, 28 febbraio 1978) è un pilota motociclistico statunitense, specializzato nelle competizioni supercross e ritiratosi dall'attività agonistica nel 2013.
La sua carriera professionistica è iniziata nel 1995 ingaggiato da un team Yamaha per gareggiare nelle gare statunitensi della classe 125 di motocross, dopo essere passato due anni dopo alla categoria maggiore della 250, cambia nel 1999 marca di motocicletta, passando in sella ad una Honda.
Proprio in quell'anno entra anche nell'albo d'oro del campionato mondiale di motocross conquistando la vittoria in occasione della tappa svoltasi negli Stati Uniti d'America, precedendo il campione belga Stefan Everts.
Nel 2005 concorre con la sua nazionale al Motocross delle Nazioni, contribuendo al suo successo in squadra con Ricky Carmichael e Ivan Tedesco.
Nel 2006 e 2007 partecipa alle gare AMA Supercross, piazzandosi secondo nella stagione 2006 e quinto in quella successiva.
Nel 2010 ha gareggiato nel Campionato AMA a bordo di una Honda, giungendo secondo al termine della stagione di gare.